# Волощина (Тернопольская область)
Волощина (укр. Волощина) — село в Саранчуковской сельской общине Тернопольского района Тернопольской области Украины.
До 2020 года входило в Бережанский район.
Код КОАТУУ — 6120486705. Население по переписи 2001 года составляло 410 человек.

## Географическое положение
Село Волощина находится на левом берегу реки Золотая Липа,
выше по течению на расстоянии в 3 км расположено село Саранчуки,
ниже по течению на расстоянии в 2 км расположено село Литвинов,
на противоположном берегу — село Божиков.

## История
- 1785 год — дата основания.